# Mezinárodní letiště Male
Mezinárodní letiště Male (IATA: MLE, ICAO: VRMM), dříve známé jako letiště Hulhule je hlavní mezinárodní letiště na Maledivách. Je umístěno na ostrově Hulhulé, v blízkosti hlavního města Male.
Do modernizace mezinárodního letiště Gan bylo letiště Male jediné mezinárodní letiště na Maledivách. Provoz byl na letišti v Male zahájen 12. dubna 1966, pod současným názvem začalo letiště oficiálně fungovat 11. listopadu 1981. Je finančně a administrativně řízeno společností Maldives Airports Company Ltd. (Macl), jejíž představenstvo jmenuje prezident.
Letiště má jednu vzletovou a přistávací dráhu o délce 3200 a šířce 45 metrů. Cestujícím je k dispozici moderně vybavený mezinárodní terminál a také druhý terminál domácí.

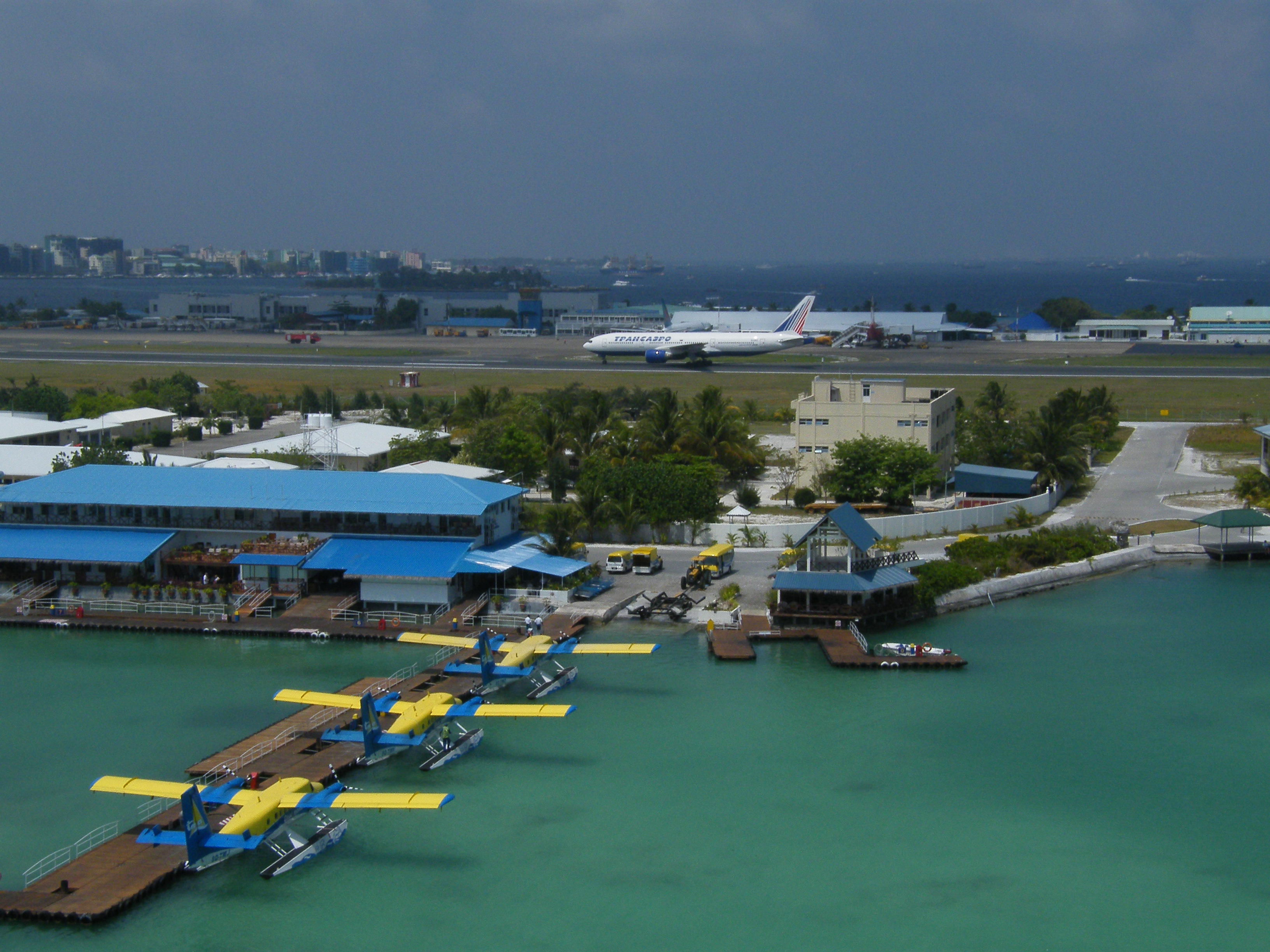
Provoz na letišti v roce 2013
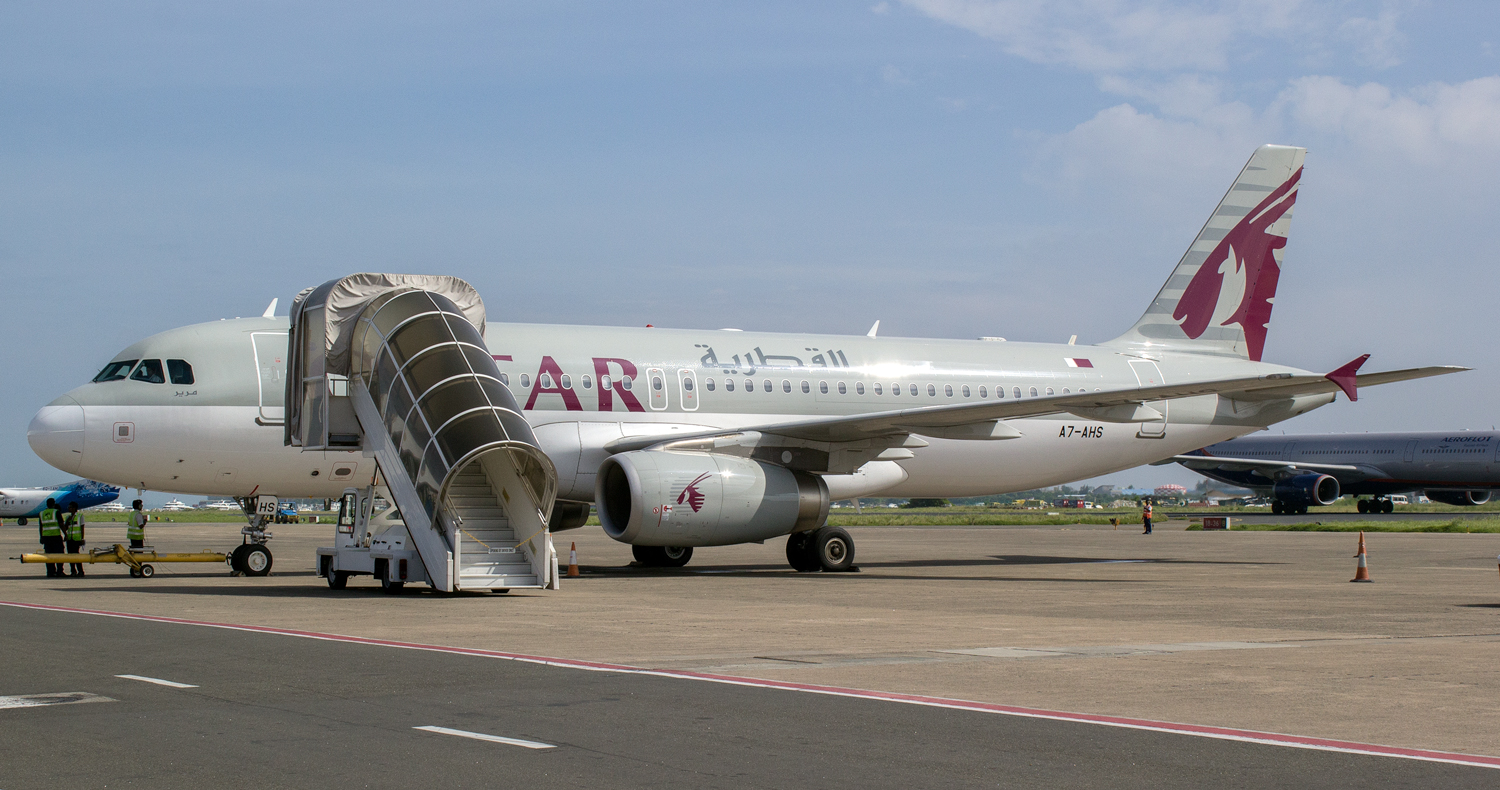
Airbus 320 na letišti
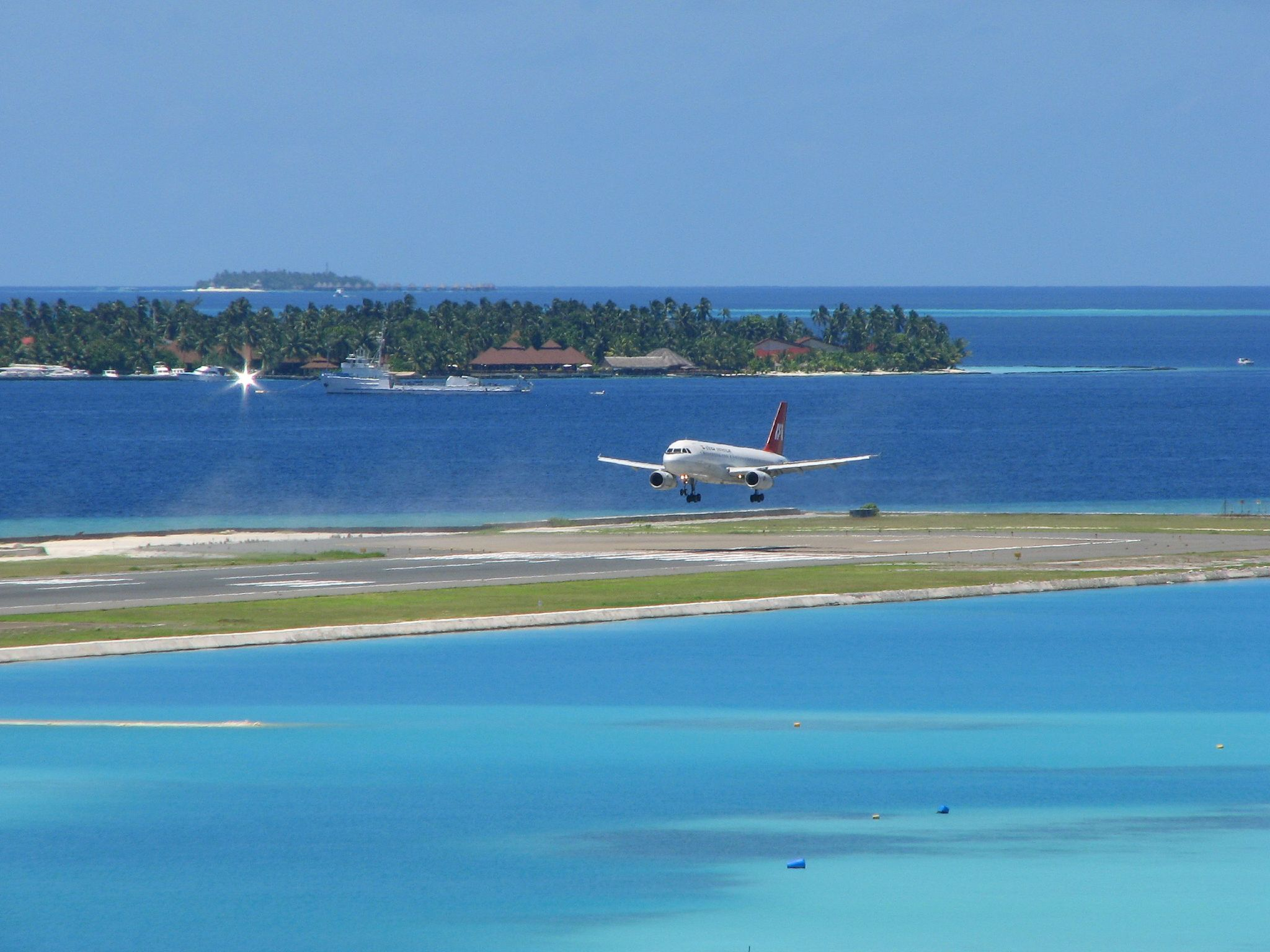
Letiště na Maledivách